# Otto Kehr
Otto Kehr (* 27. Juli 1914 in Döffingen; † 26. Oktober 2009 in Stuttgart-Riedenberg) war ein deutscher Pfarrer. Er war der Gesamtleiter der Evangelischen Gesellschaft Stuttgart und Gründer der Evangelischen Telefonseelsorge in Stuttgart.

## Leben
Otto Kehr besuchte von 1930 bis 1934 die Evangelischen Seminare in Schöntal und Urach (Gymnasien). Während seines Theologiestudiums in Tübingen wurde er immer wieder zum Militär eingezogen und mehrfach verwundet. 1946 wurde er Gemeindepfarrer in Hohenhaslach bei Vaihingen/Enz, 1952 in Plochingen. Er war ab 1959 der Gesamtleiter der Evangelischen Gesellschaft Stuttgart (eva), wo er mit den  Nachwirkungen des Krieges konfrontiert wurde: In Stuttgart lebten seit Kriegsende in ehemaligen Bunkern wohnungslose Menschen, die durch die Evangelischen Gesellschaft betreut wurden.
Otto Kehr gründete 1960 die Evangelische Telefonseelsorge in Stuttgart, deren ehrenamtlicher Vorsitzender er von 1960 bis 1980 war. Geschäftsführer war Heinrich-Hermann Ulrich. Diese war damals die dritte Telefonseelsorge Deutschlands. Von 1962 bis 1976 war Kehr Präsident des Internationalen Verbandes für Telefonseelsorge.
Kehr gehörte von 1970 bis 1981 dem Diakonischen Rat und der Diakonischen Konferenz der Evangelischen Kirche in Deutschland (EKD) an. Er engagierte sich unter anderem im Landesausschuss des Diakonischen Werks Württemberg, bei der Liga der Freien Wohlfahrtspflege Stuttgart und der Evangelischen Zentralstelle für Weltanschauungsfragen der EKD.
Kehr galt als ausgewiesener Sozialexperte und Fürsprecher benachteiligter Menschen. Unter Kehrs Leitung entstanden Wohnheime, auch für junge Menschen, und das inzwischen selbstständige Behindertenzentrum (bhz). Außerdem war er Herausgeber des Evangelischen Gemeindeblatts für Württemberg, Vorsitzender der Evangelischen Gemeindepresse und Mitglied des Evangelischen Presseverbandes Württemberg.
Im Ruhestand lebte er zurückgezogen und gesundheitlich beeinträchtigt in Stuttgart-Riedenberg. Er fand seine letzte Ruhestätte auf dem Tübinger Bergfriedhof.

## Ehrungen
- 1981: Verdienstkreuz 1. Klasse der Bundesrepublik Deutschland
- 1990: Großes Verdienstkreuz der Bundesrepublik Deutschland